# Vietnam i olympiska sommarspelen 2004
Vietnam i olympiska sommarspelen 2004 bestod av 11 idrottare som blivit uttagna av Vietnams olympiska kommitté.

## Bordtennis
Herrsingel
- Doan Kien Quoc
  - Första omgången: Besegrades av Min Yang från Italien ( 11 - 5, 11 - 13, 11 - 7, 11 - 5, 11 - 5)

## Friidrott
Herrarnas 800 meter
- Le Van Duong
  - Omgång 1: 1:49.81 (8:a i heat 2, gick inte vidare, 64:a totalt) (nationellt rekord)

Damernas höjdhopp
- Bui Thi Nhung
  - Kval: 1.80 m (16:a i grupp A, gick inte vidare, 33:a totalt)

## Kanotsport
Damernas K-1 500 m
- Doan Thi Cach
  - Heat: 2:06,126 (7:a i heat 1, gick vidare till semifinal)
  - Semifinal: 2:06,692 (8:a i semifinal 2, gick inte vidare, 20:a totalt)

## Rodd
Damer
| Idrottare                    | Gren                    | Heat    | Heat      | Återkval | Återkval  | Semifinal | Semifinal | Final   | Final     | Final |
| Idrottare                    | Gren                    | Tid     | Placering | Tid      | Placering | Tid       | Placering | Tid     | Placering |       |
| ---------------------------- | ----------------------- | ------- | --------- | -------- | --------- | --------- | --------- | ------- | --------- | ----- |
| Hiền Phạm Thị Nguyễn Thị Thị | Lättvikts-dubbelsculler | 7:42,43 | 6 R       | 7:35,29  | 5 FC      | BYE       | BYE       | 8:14,80 | 18        |       |

## Taekwondo
| Idrottare        | Gren             | Åttondelsfinaler        | Kvartsfinaler        | Semifinaer           | Återkval             | Bronsmatch           | Final                | Final            |
| Idrottare        | Gren             | Motståndare Resultat    | Motståndare Resultat | Motståndare Resultat | Motståndare Resultat | Motståndare Resultat | Motståndare Resultat | Placering        |
| ---------------- | ---------------- | ----------------------- | -------------------- | -------------------- | -------------------- | -------------------- | -------------------- | ---------------- |
| Nguyễn Quốc Huân | Herrarnas −58 kg | Magomedov (RUS) W 12–10 | Green (GBR) W 4–2    | Salazar (MEX) L 0–8  | Bye                  | Ramos (ESP) L 0–8    | Gick inte vidare     | 5                |
| Nguyễn Văn Hùng  | Herrarnas +80 kg | Heino (FIN) W 8–5       | Kamal (JOR) L 2–4    | Gick inte vidare     | Gick inte vidare     | Gick inte vidare     | Gick inte vidare     | Gick inte vidare |